# Voie unique à signalisation simplifiée
 (août 2014).
Si vous disposez d'ouvrages ou d'articles de référence ou si vous connaissez des sites web de qualité traitant du thème abordé ici, merci de compléter l'article en donnant les références utiles à sa vérifiabilité et en les liant à la section « Notes et références ».
Une voie unique à signalisation simplifiée (VUSS) est un règlement d'exploitation régissant la circulation des trains du réseau ferré national français sur des lignes à faible trafic ne justifiant pas l'investissement d'un système de signalisation de cantonnement.
Comme son nom l'indique, ce régime n'est rencontré que sur des lignes équipées d'une seule voie empruntée par les trains circulant dans les deux sens.

## Histoire
Vers 1930, une simplification de la signalisation de certaines lignes à voie unique parmi les moins chargées a été entreprise par le réseau de l'État. Cette réglementation économique permet d'homogénéiser l'équipement d'une section de ligne et abandonne la protection classique des gares par disques, que ce soient des gares de voie directe ou de voie de gauche. La signalisation est réduite au minimum avec de simples pancartes, et les leviers d'aiguilles, non verrouillées, voient les enclenchements remplacés par des cadenassements. Ce système, créé par le réseau de l'État vers 1930[réf. nécessaire], était alors dénommé « mode spécial d'exploitation - groupes régionaux ».

## Signaux

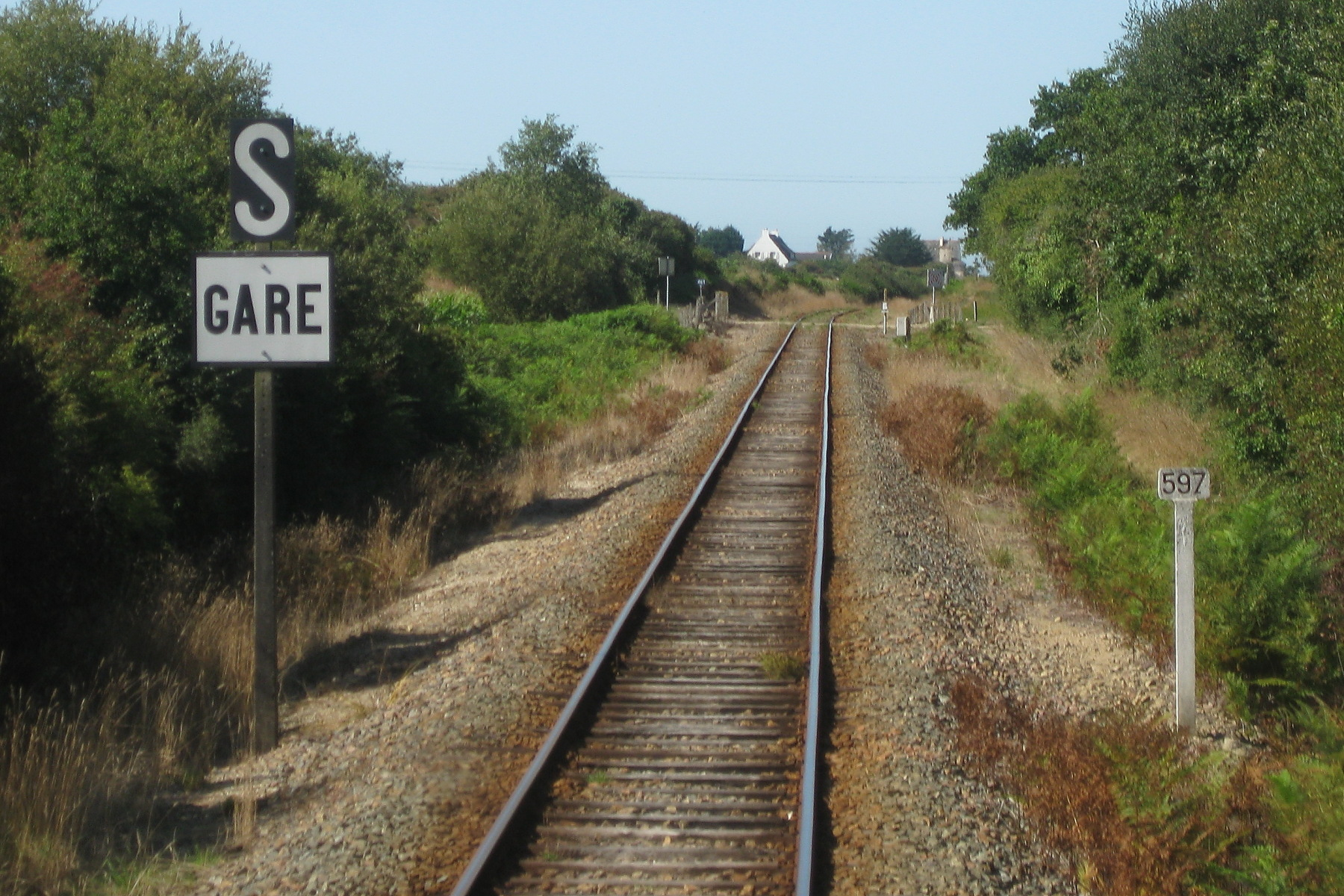
Pancarte « GARE » sur la ligne d'Auray à Quiberon annonçant la gare de croisement de Plouharnel - Carnac située au milieu de la ligne. Elle est ici accompagnée d'une pancarte « S ».

Une ligne exploitée en VUSS ne comporte pas de signaux de cantonnement. Elle possède de simples panneaux « GARE » fixes en amont des gares de croisement ou terminus (à l'exception des gares d'embranchement se trouvant sur une ligne équipée d'un système automatique ou manuel de block) suivis par un repère d'entrée fixe (chevron pointe en bas). Il est généralement suivi par un signal d'arrêt à main (SAM, le plus souvent un « carré » imposant l'arrêt du train avant ce signal) implanté sur le quai par l'agent de la gare, chargé de la sécurité des circulations.
Le signal d'arrêt peut être implanté au pied du repère d'entrée (par exemple, pour protéger une manœuvre en gare). Dans les haltes (officiellement « établissement pleine ligne ») possédant des aiguilles non équipées de dispositif de verrouillage, le panneau « GARE » est remplacé par une pancarte mi-blanche mi-noire. Ce type de panneau est beaucoup plus rare. Il n'y a alors pas d'agent dans l'établissement. Toutes les gares sont d'arrêt général, statut qui impose à tout convoi ferroviaire d'y marquer l'arrêt (à ne pas confondre avec les établissements pleine ligne qui ne sont pas des « gares » et ne sont donc pas d'arrêt général).
Le chevron pointe en bas peut aussi parfois être remplacé par un signal.

## Conduite

Pancarte mi-blanche mi-noire.

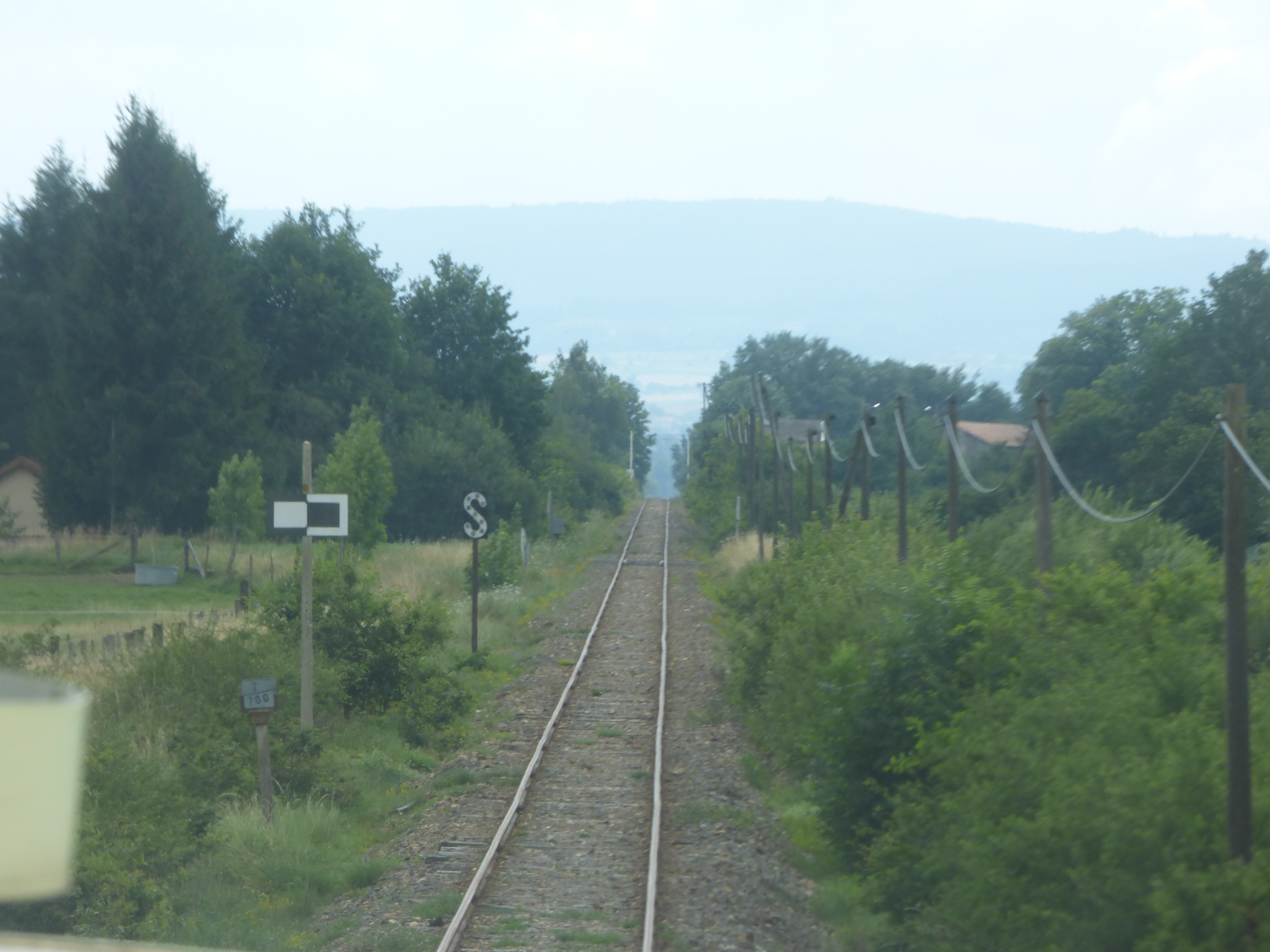
Annonce de l'établissement Pleine Ligne de Marsac en Livradois

Un conducteur rencontrant une pancarte « GARE » doit adapter sa vitesse afin de pouvoir s'arrêter au repère d'entrée qui suit si ce dernier est accompagné d'un signal d'arrêt. Sinon, le conducteur doit circuler en marche à vue à partir de ce point et marquer l'arrêt au plus tard au point d'arrêt des trains en gare (ou au signal d'arrêt s'il y en a un placé avant le point d'arrêt). Le conducteur ne peut repartir qu'après avoir reçu une autorisation de départ directement par l'agent de la gare, ou par l'agent d'accompagnement du train (le contrôleur), pour certains trains de voyageurs.
Un conducteur rencontrant une pancarte mi-blanche mi-noire doit observer la vitesse limite de l'établissement pleine ligne à partir du repère d'entrée.

## Sécurité des circulations
La circulation et l'espacement des trains sur une ligne à signalisation simplifiée sont assurés par le cantonnement téléphonique, assisté du CAPI pour les lignes à circulation avec voyageurs ou transportant des matières dangereuses. Ces systèmes sont utilisés par l'agent de chaque gare de la ligne « ouverte au service de la circulation » (c'est-à-dire que la gare dispose d'un agent présent en gare et assurant les opérations de sécurité relatives à la circulation). Une gare peut être « fermée au service de la circulation » tout en permettant toujours aux trains de circuler : dans ce cas, la sécurité des circulations est assurée par les deux gares encadrantes ouvertes au service de la circulation.

## Trafic
Une ligne exploitée sous le régime de la VUSS est limitée  à 14 circulations de trains, dont 9 de trains de voyageurs omnibus, deux sens cumulés. Sous quatre conditions de fiabilité du fonctionnement, cette capacité limite peut cependant être augmentée à 18 trains, dont 12 de voyageurs, pour les lignes accueillant des trafics marchandises et voyageurs, ou à 14 trains (soit, par exemple, 7 allers-retours) pour les lignes n'accueillant que des trains de voyageurs. Ces conditions sont les suivantes :
- le CAPI et le dispositif d'arrêt automatique des trains (DAAT), dispositifs de sécurité qui équipent la ligne, doivent présenter moins d'un défaut mineur[pas clair] par mois en moyenne, avec un délai moyen de 12 heures pour la remise en état du système ; ces moyennes étant calculées sur un service annuel SNCF[3] (courant de décembre à décembre) ;
- le Global System for Mobile/Groupe Fermé d'Utilisateur (GSM/GFU)[4], système de radio permettant de mettre en relation le personnel SNCF présent dans un train avec les autres personnels SNCF, doit présenter moins d'un défaut mineur[pas clair] par mois en moyenne, avec un délai moyen de 24 heures pour la remise en état du système ; ces moyennes étant calculées sur un service annuel SNCF[3] ;
- 90 % des trains de voyageurs doivent arriver à leur terminus avec un retard inférieur ou égal à 5 minutes sur un service annuel SNCF[3] ;
- les ralentissements durables de la vitesse des trains dus à l'état de la voie doivent être pris en compte dans la construction des horaires[3].

Des dérogations sont possibles, sous certaines autres conditions, lorsque le trafic le nécessite, comme pour les trains régionaux TER Bretagne Tire-Bouchon circulant entre Auray et Quiberon, où le nombre d'allers-retours voyageurs est porté à dix,.

## Lignes équipées
En 2014, les lignes suivantes du RFN sont exploitées sous le régime de la VUSS :
- Ligne Troyes - Vitry-le-François comprenant l'intégralité de la ligne de Troyes à Brienne-le-Château, une partie de la ligne de Jessains à Sorcy (entre Brienne-le-Château et Vallentigny - Maizières) et l'intégralité de la ligne de Vallentigny à Vitry-le-François ;
- Ligne de Châteaubriant à Rennes ;
- Saint-Brieuc - Loudéac sur la ligne de Saint-Brieuc à Pontivy ;
- Ligne d'Auray à Pontivy ;
- Sablé - Château-Gontier sur la ligne de Sablé à Montoir-de-Bretagne [Passage à actualiser];
- Doulon - Carquefou sur la ligne de Segré à Nantes-État ;
- Ligne d'Auray à Quiberon ;
- Patay - Les Aubrais sur la ligne de Chartres à Orléans ;
- Les Aubrais - Orléans - Saint-Denis - Jargeau sur la ligne d'Orléans à Gien ;
- Chartres - Voves sur la ligne de Chartres à Orléans ;
- Ligne de Nexon à Brive-la-Gaillarde ;
- Joué-lès-Tours - Loches sur la ligne de Joué-lès-Tours à Châteauroux ;
- Ligne de Sévérac-le-Château à Rodez ;
- Ligne de Montréjeau - Gourdan-Polignan à Luchon ;
- Clamecy - Corbigny sur la ligne de Clamecy à Gilly-sur-Loire ;
- Cavaillon - Meyrargues sur l'intégralité de la ligne de Cheval-Blanc à Pertuis et sur une partie de la ligne de Lyon-Perrache à Marseille-Saint-Charles (via Grenoble) (entre les gare de Pertuis et de Meyrargues) ;
- Ligne de Rognac à Aix-en-Provence ;
- Ligne du Monastier à La Bastide-Saint-Laurent-les-Bains ;
- Saint-Césaire - Aigues-Mortes sur la ligne de Saint-Césaire au Grau-du-Roi ;
- Ligne de Flamboin-Gouaix à Montereau[8].